# Lektor osobnostního rozvoje

## Lektoři (podporovatelé osobnostního vývoje)
Osobnostním rozvojem se zabývá mnoho lidí různých profesí. Je zřejmé, že jen obtížně nacházíme jednotně přijímaný a ustálený pojem pro ty, kteří lidem nabízejí podporu a doprovod na cestě k lepšímu bytí. Záleží obvykle na kontextu, ve kterém se pohybují. Jde o lektory, animátory, konzultanty, psychoterapeuty, učitele, a jiné pracovníky pomáhajících profesí. Podle francouzského sociologa Gilles Prod'homme (2002) je uvedeno, že existují dvě základní skupiny lidí, kteří se osobnostním rozvojem zabývají.

## Psychoterapeuti
Psychoterapeuti pracují ve dvou perspektivách. Jde o uzdravení i rozvoj klienta. Osobnostní rozvoj v jejich pojetí není prvoplánovým cílem psychoterapie. Tvoří pouze jeden z jejích aspektů. Psychoterapeuti volí výhradně takové nástroje rozvoje lidského potenciálu, které jsou tradičně používané v rámci psychoterapie. Metody a techniky seberozvoje hrají v psychoterapii důležitou a nezbytnou roli, avšak jde-li o psychoterapii, jsou vždy využívány profesionálem - psychoterapeutem.

## Autoři
Autoři, případně propagandisté, jsou lidé s rozdílným vzděláním, různého zaměření i profese. Jejich cílem není uzdravit klienta, případně jej zbavit problémů, ale zaměřují se především na optimalizaci jeho vnitřního potenciálu. Případně mají za úkol navodit modifikace v chování a poznávání klienta prostřednictvím různých, často odlišných metod a přístupů. Pracují s různými metodami a technikami, používají někdy i různé materiály a pomůcky (krystaly, květiny a jiné rostliny, amulety, elektrické přístroje apod.) případně pracují s alternativními životními styly (životní prostředí, strava apod.) Nástroje propagandistů mohou být z jejich vlastní dílny, postupně se však vyvíjejí, transformují a proudí světem v různých modifikacích (z propagandistů jsou u nás známí především Dale Carnegie, Luise Hayová a jiní).
Psychoterapie a osobnostní rozvoj se tedy liší především cílem, strukturou a nároky na kompetence a osobnost terapeuta. Osobnostní a sociální rozvoj či příprava však může mít často pro jednotlivé subjekty terapeutické efekty a naopak, psychoterapie nezřídka směřuje do osobnostního rozvoje. Cílem osobnostního rozvoje tedy není léčení a uzdravování, ale obvykle jde o naučení některé techniky.
Rozdílnost cílů a používaných metod však bezesporu nabízí řadu dalších typologií lektorů osobnostního rozvoje.
1. Certifikovaní, jasně rozpoznatelní psychoterapeuti, kteří v rámci pomoci klientům podporují i jejich osobnostní rozvoj. Pilířem jejich práce jsou psychologické teorie osobnosti
2. Lektoři pracující především se skupinami, využívají otevřené vědecké metody osobnostního rozvoje a mají jasně rozpoznatelný mandát k realizaci této činnosti. Může jít o psychology i ne-psychology, avšak absolventy akreditovaného výcviku. Mnohdy se zaměřují i na rozvoj specifických kompetencí (např. manažerských). Oslovují širokou veřejnost, pracují samostatně, nebo pro různé instituce.
3. Lektoři - učitelé působící v edukačních prostředích, obvykle odborníci na pedagogiku či psychologii, eklektici čerpající z různých relevantních zdrojů, kteří se snaží o podporu osobnostního rozvoje (i například v rámci různých výukových předmětů) u svých žáků a studentů. Jednají tak nejen v zájmu jejich, ale i instituce, pro kterou pracují a jde spíše o osobnostní výchovu, či přípravu pro profesi. Používají širokou škálu metod a postupů, které v průběhu své praxe zdokonalují, někdy i publikují a nabízejí je tak svým kolegům k využití. Obvykle však nejde o ucelenou teorii.
4. Lektoři-propagátoři vlastních nebo převzatých (někdy zpochybňovaných) teorií, jejichž cílem je zejména dosažení "lepšího bytí" či "osvobození bytosti". Své služby nabízejí široké veřejnosti, jejich metody však mohou být i manipulativní.

Skrytým cílem pak nemusí být jen naučit klienta určitým technikám a způsobům chování, ale zejména získat klienta pro vlastní potřeby (např. vlastní filosofii).
Tento výčet není jistě úplný. Avšak napomáhá rozkrytí nepřehledné situace, pokud jde o osobnostní rozvoj, teorie, metody a jeho propagátory a realizátory, zůstává tedy výzvou pro podobné snahy. Kromě psychologických teorií ovlivňují současné koncepce osobnostního rozvoje také filosofické i sociologické teorie se zájmem o každodenní život.